# Oxyepoecus daguerrei
Oxyepoecus daguerrei är en myrart som först beskrevs av Santschi 1933.  Oxyepoecus daguerrei ingår i släktet Oxyepoecus och familjen myror. IUCN kategoriserar arten globalt som sårbar. Inga underarter finns listade i Catalogue of Life.